# Star Wolves
Star Wolves (in russo: Звездные волки) è un videogioco futuristico in tempo reale creato dallo sviluppatore di videogiochi russo X-bow Software, combinando elementi di gioco di ruolo e di strategia in tempo reale. Venne pubblicato per la prima volta in Russia nel 2004 dalla 1C Company e più tardi, nel 2005 e nel 2006, in altre parti dell'Europa e in America settentrionale rispettivamente. 
Un seguito, dal nome Star Wolves 2, venne pubblicato in Russia nel 2006 e in America settentrionale nel 2007. Star Wolves 2: Civil War è l'ultimo gioco uscito della serie (in Europa e in America settentrionale è conosciuto come Star Wolves 3: Civil War).

## Trama
Il gioco è ambientato nel futuro, dopo l'esplorazione dello spazio e la formazione di un impero interstellare da parte dell'umanità. Durante il gioco, l'Impero viene minacciato da una specie aliena, oltre alle enormi mega-corporazioni, che ormai controllano una porzione sempre maggiore della vita delle persone. Il giocatore riceve l'incarico di formare una banda di mercenari alla buona per affrontare le missioni affidategli dalle varie fazioni, oltre a dover giocare un ruolo importante nel destino dell'umanità.

## Modalità di gioco
Il gioco presenta un misto di elementi tattici e da gioco di ruolo ed è incentrato sul controllare una nave madre e delle piccole armate di velivoli utilizzando il mouse in maniera molto simile a Homeworld. 
Le navicelle sono pilotate da personaggi le cui abilità migliorano con l'avanzare del gioco. Il giocatore ha la possibilità di scegliere il numero e il tipo di specializzazioni per ogni personaggio, rendendolo così unico. I giocatori possono largamente personalizzare l'armamento di ogni nave spaziale e acquistare nuovi equipaggiamenti sul mercato aperto o su quello nero. In vari momenti del gioco, nuovi personaggi potranno unirsi alla squadra del giocatore così da allargarla e diversificarla..

## Sviluppo
Il gioco venne originalmente pensato come seguito a turni di Homeworld, ma  il suo continuo sviluppo vide uno spostamento dell'attenzione sui personaggi e l'aggiunta di una funzione di "Smart Pause" simile a quella di Baldur's Gate.

## Accoglienza
I punteggi Metacritic e MobyRank (due aggregatori di recensioni di videogiochi) di Star Wolves sono 61 e 73 (a gennaio 2009).